# جز (کشتی‌گیر)
جز (انگلیسی: Jazz؛ زادهٔ ۲۷ اوت ۱۹۷۲) کشتی‌گیر کشتی حرفه‌ای، و مدیر اهل ایالات متحده آمریکا است.